# Flyglobespan
Flyglobespan war eine britische Linien- und Charterfluggesellschaft mit Sitz in Edinburgh.

## Geschichte
Flyglobespan wurde 2002 als Tochtergesellschaft der Globespan Plc. gegründet.
Am 16. Dezember 2009 stellte sie aus finanziellen Gründen ihren Flugbetrieb ein und steht seither unter Konkursverwaltung. Die Insolvenz der Gesellschaft wurde nach britischen Presseberichten maßgeblich dadurch verursacht, dass der Zahlungsabwickler E-Clear mindestens £36 Millionen an Sicherheiten zurückhielt. Die Suche nach diesen fehlenden Geldern blieb zunächst erfolglos.

## Ziele
Flyglobespan flog hauptsächlich in die Mittelmeerregion, vorwiegend nach Spanien, Portugal, Griechenland und Zypern. Außerdem wurden noch diverse Ziele in Nordamerika, darunter Kanada und Florida bedient, darunter auch Charterflüge für das britische Militär im Auftrag der Royal Air Force.

## Flotte

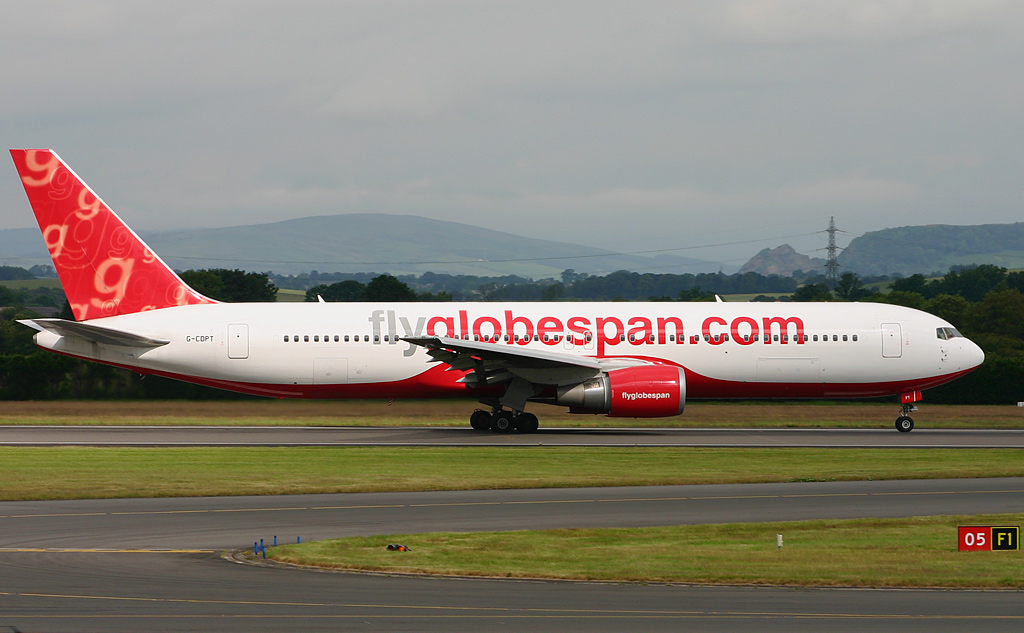
Eine Boeing 767-300ER der Flyglobespan

Vor Einstellung des Flugbetriebs bestand die Flotte der Flyglobespan mit Stand Dezember 2009 aus sechs Flugzeugen:
| Flugzeugtyp    | Anzahl | bestellt | Bemerkungen                                                      | Sitzplätze (Economy) | Durchschnittsalter |
| -------------- | ------ | -------- | ---------------------------------------------------------------- | -------------------- | ------------------ |
| Boeing 737-700 | 2      |          |                                                                  | 143                  | 2 Jahre            |
| Boeing 737-800 | 3      |          | Jeweils 1 Flugzeug an Blue Air und Travel Service weitergegeben. | 189                  | 4 Jahre            |
| Boeing 767-300 | 1      |          | An Kenya Airways weitergegeben                                   | 351                  | 2 Jahre            |
| Boeing 787-8   |        | 2        |                                                                  | offen                | 2 Jahre            |
| Gesamt         | 6      | 2        |                                                                  |                      | 2,5 Jahre          |